# Venus versus Virus
Venus Versus Virus (ヴィーナス ヴァーサス ヴァイアラス Vīnasu Vāsasu Vaiarasu?) es un manga con caracteres góticos y yuri. El manga consta de ocho tomos bastante más oscuros que la serie, la cual se centraliza en las aventuras de las protagonistas. El manga fue escrito por Atsushi Suzumi y en el 2007 se empezó a emitir en una serie anime que consta de 12 capítulos, transmitida por TBS. Funimation Entertainment licencio el anime en Norteamérica.

## Argumento
Sumire Takahana es una chica normal que estudia en una escuela secundaria femenina y a la que le cuesta relacionarse con la gente. Todos los días, después de clase, va a una misteriosa tienda llamada Venus Vanguard. Un negocio pequeño y escondido que vende ropa y joyería gótica. Pero el verdadero propósito del local es otro: la caza de los demonios llamados "Virus". A la cabeza de esta tienda está, Lucia (en algunas adaptaciones Luchia), que dirige el grupo, su padrastro Souichirou y su asistente, la pequeña Lola.
Los Virus son demonios que absorben las almas de los humanos (en especial de las que los pueden ver), son capaces de mutar y hacerles sufrir transformaciones a quienes le quitan su alma. El objetivo de éstos monstruos de la oscuridad es destruir la humanidad e iniciar un nuevo mundo. Muy pocos humanos son capaces de percibirlos, pero Sumire es capaz de verlos tras haberse pinchado con un misterioso broche que encontró. El grupo Venus Vangard recibe pedidos de ayuda de personas que son perseguidos por estos Virus, que atacan a los humanos que pueden ver a los monstruos, para comerse sus almas y convertirlos en uno de ellos.
La historia de Sumire comienza cuando una noche encuentra un misterioso broche de regreso al lugar donde vive y se pincha con el por accidente. De inmediato empieza a tener visiones de una extraña chica. Momentos después es atacada por un virus y rescatada por una extraña chica que, valiéndose de un revólver, lograr exterminar al enemigo.
Notando la presencia de Sumire, le entrega un volante de la tienda de Venus Vangard y desaparece en la oscuridad. Con curiosidad, Sumire se dirige hacia el establecimiento donde se encuentra con una extraña muchacha vestida de oscuro y personalidad rígida, la misma chica de aquella noche decía llamarse Lucia Nahashi. Debido a la capacidad de percibir los Virus y a la habilidad de Lucia, ambas unen fuerzas junto a un grupo dispuesto a exterminar a los Virus. Sin embargo, a medida que van luchando contra los Virus se dan cuenta de que hay algo atrás que las está manipulando.

## Personajes
- Sumire Takahana (seiyuu: Minori Chihara)

Es una chica de baja autoestima y despistada que solo quiere volver a su vida normal. Por alguna razón, al recibir el antivirus se sale de control revelando una personalidad agresiva (llamada modo berserker por nahashi)que es capaz de derrotar a los virus con un gran poder que ella no es capaz de controlar. Sin embargo, esto trae consecuencias, ya que al permanecer en este estado de trance ella no reconoce ni enemigos ni aliados cuando combate.
- Lucia Nahashi (o Luchia/Ruchia) (seiyuu: Ayahi Takagaki)

Es la chica que lucha contra los Virus con su arma cargada con el antivirus especialmente desarrollado por su padrastro que solamente suele llamar Nahashi. Tiene un parche en el ojo izquierdo que cubre algún poder oculto. Es un poco fría y de carácter fuerte, se muestra insensible hasta conocer a Sumire. Su obsesión por destruir a los Virus parecería ser por venganza de la muerte de su madre Lilith. Poco a poco Luchia va mostrando un gran interés por Sumire y empieza a cambiar un poco ya que incluso hace cosas que nunca había hecho como arreglar flores e intentar cocinar un pastel.
- Soushirou Nahashi (seiyuu: Jūrōta Kosugi)

Es el padrastro de Lucia y el profesor que desarrolla el antivirus para introducirlo en las balas de su hijastra. Desde hace mucho tiempo ha cuidado a Lucia y ha sido amigo de los padres de ella, especialmente de su madre por quien sentía una especie de amor.
- Lola (o Laura) (seiyuu: Ayumi Tsuji)

Es la asistente del profesor. Es muy pequeña y un poco mandona. A pesar de su baja estatura tiene mucha personalidad. Le encanta los chocolates por lo que siempre está comiendo alguno. Aparentemente no es una humana pero tampoco un virus, en realidad Lola es una muñeca sin alma creada por el maestro de Nahashi, y los padres de Lucia. Ella tiene una hermana gemela de nombre Layla. (En la versión española del manga y en la versión en inglés del anime, su nombre es Laura).
- Layla (seiyuu: Ayumi Tsuji)

Es una pequeña niña que siempre usa un traje gótico y un sombrero pequeño en su cabeza, ella es muy callada y rara vez menciona alguna palabra, al igual que Lola siempre está cerca de Nahashi Layla siempre lo esta de Lucif o Sonoka, siembre está comiendo unos dulces que lleva consigo, ella es la hermana gemela de Lola pero a diferencia de ella su hermana es mucho más alegre y expresiva, ella no es una humana pero tampoco un virus en realidad Layla es una Muñeca sin alma al igual que Lola creada por el maestro de Nahashi, Lucif y Lilith.
- Yoshiki Kusanagi (seiyuu: Kiyotaka Furushima)

Es un estudiante de un colegio cerca del de Sumire. Ella está enamorada de él pero no logra expresar sus sentimientos, y a su vez, él también parece estar interesado en Sumire, por lo cual empiezan a salir juntos (cosa que no le gusta por algún motivo a Lucia). En apariencia, es un chico muy tierno y amable que le encanta leer, sobre todo de las cosas antiguas. Pero en realidad su único objetivo es acercarse a Sumire y hacer que esta caiga en manos de Lucif. Su verdadero nombre es Aeon y es un muñeco de barro, al igual que Sonoka.
- Nene Mikumo (seiyuu: Sakura Nogawa)

Es la prima de Sumire, es muy atractiva y un poco prepotente. Quiere mucho a Sumire y trata de protegerla de todos. 
- Riku Mikumo (seiyuu: Hiromi Hirata)

Es el hermano menor de Nene. Está enamorado de Sumire pero siempre falla en declarársele. Odia (o siente cierta envidia) a Yoshiki.
- Sonoka

Es una mujer alta y atractiva que siempre usa lentes y es la que ordena a Luka y Guy que roben almas humanas (fragmentos como les suelen llamar) por órdenes de Lucif para encontrar el fragmento de Lilith y así abrir las puertas del Nuevo mundo, ella en realidad no es un Humano ni un virus es una muñeca de barro creada por Lucif al igual que Aeon (Yoshiki) para así cumplir sus oscuros propósitos.
- Luka

Es una misteriosa chica que aparece tomando la forma de una de las amigas de Sumire para acercarse a ella fácilmente y así matarla o hacerle daño, ella no es un virus pero al parecer tampoco un humano ya que puede usar poderes de agua y viento y su especialidad el trueno, cosa que solo pueden hacer los virus. Es asesinada por Aeon al proteger a Sumire de ella y Guy, que intentaban quitarle el fragmento a Sumire.
- Guy

Es un misterioso chico que aparece una noche cazando a un humando y robándole su fragmento y convirtiéndolo en un virus, delante de Lucia, que para sorpresa de ella sus balas no le afectaban al igual que a Luka, el no es un virus pero al parecer tampoco un humano ya que puede usar poderes de Fuego y Tierra, cosa que solo pueden hacer los virus. Es asesinado por Aeon al proteger a Sumire de él y Ruka, que intentaban quitarle el fragmento a Sumire.
- Lucif Nahashi

Es el padre de Luchia y el verdadero antagonista de la historia. En el pasado, él mató a la madre de Lucia cuando esta aún era una niña, debido a que el quería crear el Nuevo mundo donde el gobernaria, por eso se deshizo de su mitad humana y se transformó en un Virus. Por su causa, Lucia ha gestado una aversión enfermiza hacia los virus, y busca por todos los medios proteger a Sumire de las garras de su padre, quien está muy interesado en el poder de Sumire, ya que ese poder era el que tenía la madre de Lucia.

## Manga
Escrito por Atasushi Suzumi , seriado en Dengeki Comic Gao! con 8 volúmenes recopilatorios (de momento) , Venus Versus Virus centra su atención no en la cruzada nocturna de estas chicas, sino en su compleja y retorcida personalidad. Luchia y Sumire encuentran en sí mismas una razón para seguir adelante en un mundo que detesta su presencia. El manga en general adapta la historia del anime solo dando unos pequeños cambios a esta. Acción, drama y un leve shoujo-ai es lo que nos depara esta historia. Está licenciado en España por Norma Editorial.

## Música
Esta serie posee un álbum que se llama Venus versus Virus original soundtrack, de Hikaru Nanase. Consta de 43 temas incluyendo los temas de inicio y de final, además de la música instrumental y banda sonora.
Opening:
- Bravin' Bad Brew por Riryka

Ending:
- Shijun no Zankoku por Yousei Teikoku